# Eutelia adoratrix
Eutelia adoratrix is een vlinder uit de familie Euteliidae. De wetenschappelijke naam is voor het eerst geldig gepubliceerd in 1892 door Staudinger.
De soort komt voor in Europa.